# Ireneusz Wyrwa
Ireneusz Wyrwa (ur. 1975 w Bochni) – polski organista i pedagog.
Absolwent Akademii Muzycznej im. Karola Szymanowskiego w Katowicach (klasa organów prof. Juliana Gembalskiego, dyplom z wyróżnieniem w 1999). Doktor habilitowany sztuk muzycznych (2012), profesor Uniwersytetu Muzycznego Fryderyka Chopina. Minister Kultury i Dziedzictwa Narodowego odznaczył go brązowym medalem „Zasłużony Kulturze Gloria Artis” (2020).
Laureat konkursów organowych:
- Ogólnopolski Konkurs Organowy we Wrocławiu - I nagroda w 1994
- Ogólnopolski Konkurs Organowy w Rumi - II nagroda w 1996
- Międzynarodowy Konkurs Organowy im. Feliksa Nowowiejskiego w Poznaniu - II nagroda w 2000

Dyrektor artystyczny Międzynarodowego Konkursu Duetów Organowych „Per Organo A Quattro Mani” w Nowym Sączu.